# Tatjana Lesova
Tatjana Dimitrjevna Lesova (rusko Татьяна Дмитриевна Лесовая), kazahstanska atletinja, * 24. april 1956, Taldikorgan, Sovjetska zveza.
Nastopila je na poletnih olimpijskih igrah leta 1980, kjer je osvojila bronasto medaljo v metu diska.